# Dmitrij Byčkov
Dmitrij Anatoljevič Byčkov (rusky: Дмитрий Анатольевич Бычков; v anglickém přepisu: Dmitrii Bychkov či Dimitri Bytchkov; * 9. června 1978)
 je prezident Ruské lezecké federace (CFR) a bývalý ruský reprezentant ve sportovním lezení a ledolezení. Vítěz celkového hodnocení světového poháru v ledolezení na obtížnost (dělené místo) a bronzový medailista mistrovství světa ve sportovním lezení 1997 v Paříži v lezení na rychlost.
V ruské reprezentaci sportovního lezení působí také Larisa Byčkovská (* 1960) jako kouč.

## Výkony a ocenění
- 1996: mistr sportu mezinárodní třídy ve skálolezení
- 1997: bronz na mistrovství světa v lezení na rychlost
- 2002: vítěz celkového hodnocení světového poháru v ledolezení (dělené místo)

### Závodní výsledky
sportovní lezení
| Mistrovství světa ve sportovním lezení | Mistrovství světa ve sportovním lezení |
| Rok                                    | 1997                                   |
| -------------------------------------- | -------------------------------------- |
| Rychlost                               | 3                                      |

ledolezení
| Světový pohár v ledolezení | Světový pohár v ledolezení | Světový pohár v ledolezení |
| Rok                        | 2002                       | 2003                       |
| -------------------------- | -------------------------- | -------------------------- |
| Obtížnost                  | 1-2                        | 3                          |
| jednotlivě*                | ?,?,?,,                    | ?,,?,?                     |
|                            |                            |                            |
| Rychlost                   | ?                          | ?                          |
| jednotlivě*                | ?,?,,?                     | ?                          |

* pozn.: napravo jsou poslední závody v roce